# District de Longleng
Le district de Longleng est un district de l'état du Nagaland, en Inde.

## Géographie
Au recensement de 2011, sa population compte 50 593 habitants.
Son chef-lieu est la ville de Longleng. 